# Anisogaster magnus
Anisogaster magnus är en skalbaggsart som först beskrevs av Aurivillius 1922.  Anisogaster magnus ingår i släktet Anisogaster och familjen långhorningar. Inga underarter finns listade i Catalogue of Life.